# Live: 2 CD Collector's Edition
Live: 2 CD Collector's Edition je živé dvojalbum australské hard rockové kapely AC/DC vydané v roce 1992. Existuje také jednodisková verze alba s názvem Live.

## Seznam skladeb

### Disk 1
1. "Thunderstruck" (The Razors Edge) (Young,Young) – 6:34
2. "Shoot to Thrill" (Back in Black) – 5:23
3. "Back in Black" (Back in Black) – 4:28
4. "Sin City" (Powerage) (Young, Young, Scott) – 5:40
5. "Who Made Who" (Who Made Who) – 5:16
6. "Heatseeker" (Blow Up Your Video) – 3:37
7. "Fire Your Guns" (The Razors Edge) (Young, Young) – 3:40
8. "Jailbreak" (Dirty Deeds Done Dirt Cheap) (Young, Young, Scott) – 14:46
9. "The Jack" (T.N.T) (Young, Young, Scott) – 6:56
10. "The Razors Edge" (The Razors Edge) (Young, Young) – 4:35
11. "Dirty Deeds Done Dirt Cheap" (Dirty Deeds Done Dirt Cheap) (Young, Young, Scott) – 5:02
12. "Moneytalks" (The Razors Edge) (Young, Young) – 4:21

### Disk 2
1. "Hells Bells" (Back in Black) – 6:01
2. "Are You Ready" (The Razors Edge) (Young, Young) – 4:34
3. "That's the Way I Wanna Rock 'n' Roll" (Blow Up Your Video) – 3:57
4. "High Voltage" (T.N.T.) (Young, Young, Scott) – 10:32
5. "You Shook Me All Night Long" (Back in Black) – 3:54
6. "Whole Lotta Rosie" (Let There Be Rock) (Young, Young, Scott) – 4:30
7. "Let There Be Rock" (Let There Be Rock) (Young, Young, Scott) – 12:17
8. "Bonny" (tradiční skotská balada na počest Bona Scotta) – 1:03
9. "Highway to Hell" (Highway to Hell) (Young, Young, Scott) – 3:53
10. "T.N.T." (T.N.T.) (Young, Young, Scott) – 3:48
11. "For Those About to Rock (We Salute You)" (For Those About to Rock We Salute You) – 7:09

- Autory jsou Young, Young a Johnson, pokud není uvedeno jinak.

Japonská verze obsahuje také píseň "Hell Ain't a Bad Place to Be".

## Obsazení
- Brian Johnson – zpěv
- Angus Young – kytara
- Malcolm Young – kytara, doprovodný zpěv
- Cliff Williams – baskytara, doprovodný zpěv
- Chris Slade – bicí

## Související článek
- Live (album AC/DC)